# Matei Millo
Matei Millo (ur. 24 listopada 1814 w Spătăreşti k. Suczawy, zm. 9 września 1897 w Jassach) – rumuński aktor.

## Życiorys
W 1848 został dyrektorem i aktorem teatru w Jassach, a od 1852 do 1877 z przerwami pełnił funkcję dyrektora i aktora Teatrul Naţional w Bukareszcie. W 1864 założył szkołę teatralną w Jassach. Został uznany za najwybitniejszego rumuńskiego aktora XIX wieku. Prezentował realistyczny styl gry. Grał role głównie w komediach, farsach i wodewilach. Pisał sztuki satyryczne, komedie i farsy.